# Federazione calcistica del Portogallo
La Federazione calcistica del Portogallo (in portoghese Federação Portuguesa de Futebol, abbreviato in FPF) è l'organo di controllo del calcio in Portogallo. Fu fondata il 31 marzo 1914 e ha sede a Lisbona; come colori nazionali ha il rosso e il verde.
La FPF è affiliata alla FIFA dal 1923 e all'UEFA, confederazione alle cui competizioni partecipano le squadre di club e la Nazionale portoghese, dal 1954.